# Slot 2
Der Slot 2 ist ein Prozessorsteckplatz für Intels CPU-Baureihe mit der Bezeichnung Xeon. Eingeführt wurde er bei der Vorstellung des Pentium II Xeon am 29. Juni 1998. Der Slot 2 ist vergleichbar dem Slot 1 des Pentium II und verwendet dasselbe Busprotokoll.
Mit Einführung des Pentium II Xeon wurde – wie ein Jahr zuvor beim Pentium II – auch bei den Server-Prozessoren von Intel der Übergang vom Sockel zum Steckplatz notwendig, da der Xeon – im Gegensatz zum Pentium Pro – Prozessorkern und Cache-Speicher als getrennte Chips auf einer gemeinsamen Platine vereinte.
Slot-2-Prozessoren und -Hauptplatinen waren für professionelle Einsatzzwecke in Workstations und Servern vorgesehen.
Der Vorgänger des Slot 2 ist der Sockel 8. Seine Nachfolger sind der Sockel 603 und der Sockel 604. Der Slot 2 wurde technologisch obsolet, nachdem Intel auch beim Xeon Cache und Prozessorkern auf einem Die vereinigen konnte.